# Општина Пећинци
Општина Пећинци налази се у доњем Срему, близу реке Саве, јужно од ауто-пута Београд-Загреб. Једна је од мањих општина у Војводини, с већим бројем насељених места. Општина има 19.720 становника. Пећинци, као управно-административно седиште општине, удаљени су од Београда 43 км, Сремске Митровице 30 км, Руме 15 км, Старе Пазове 19 км, Инђије 22 км и Шапца 40 км. Ради се о типично руралној општини, са малом средњом густином насељености и високим процентом активног пољопривредног становништва.
Према прелиминарним подацима са последњег пописа 2022. године у општини је живело 18.401 становника (према попису из 2011. било је 19.720 становника).

## Насељена места
Општина Пећинци обухвата 15 насељених места. Седиште општине су Пећинци, али је оно друго највеће насеље, после Шимановаца. Према последњем попису из 2022, једно насељено место је имало испод 500 становника, седам је имало између 500 и 1000 становника и седам су имала преко хиљаду становника. Од претходног пописа, забележен је пад у броју становника у свим местима осим у Шимановцима.
| Насељено место    | Број становника | Број становника | Промена (%) |
| Насељено место    | Попис 2011.     | Попис 2022.     | Промена (%) |
| ----------------- | --------------- | --------------- | ----------- |
| Ашања             | 1.365           | 1.253           | -8,21%      |
| Брестач           | 934             | 869             | -6,96%      |
| Деч               | 1.491           | 1.404           | -5,84%      |
| Доњи Товарник     | 973             | 926             | -4,83%      |
| Карловчић         | 1.078           | 998             | -7,42%      |
| Купиново          | 1.866           | 1.640           | -12,11%     |
| Обреж             | 1.308           | 1.218           | -6,88%      |
| Огар              | 1.040           | 947             | -8,94%      |
| Пећинци           | 2.581           | 2.448           | -5,15%      |
| Попинци           | 1.166           | 1.020           | -12,52%     |
| Прхово            | 784             | 710             | -9,44%      |
| Сибач             | 468             | 463             | -1,07%      |
| Сремски Михаљевци | 769             | 680             | -11,57%     |
| Суботиште         | 844             | 752             | -10,90%     |
| Шимановци         | 3.053           | 3.073           | +0,66%      |
| Општина Пећинци   | 19.720          | 18.401          | -6,69%      |

## Историја
Археолошке ископине пронађене на територији општине указују постојаност културе неолитa, бакарног, бронзаног и гвозденог доба на овом подручју. Поуздано се зна да су овде боравили Илири, Келти, Римљани, Остроготи, Хуни, Словени, Авари, Бугари, Угри, Турци, Аустријанци и Мађари. Сматра се да су Срби први пут населили ову територију у 7. веку. Данашње, најстарије насеље ове општине су Попинци, a први писани траг води порекло из 1308. године.
У овом подручју било је више мањих насеља у XV и XVI веку. У народноослободилачком рату ово је устанички крај. Крајем 1941. године ту је одржано прво партијско саветовање за Срем. Током 1942. формирани су партизански одреди и народноослободилачки одбори, а 1943. отварају се партизанске школе.
- Ослобођена партизанска територија на подручју данашње општине Пећинци крајем 1942. године.
- Општина Пећинци у Сремском округу.
- Мапа општине Пећинци.

## Демографија
| Резултати пописа 2011.‍ | Резултати пописа 2011.‍ | Резултати пописа 2011.‍ | Резултати пописа 2011.‍ | Резултати пописа 2011.‍ |
| ---------------------- | ---------------------- | ---------------------- | ---------------------- | ---------------------- |
|                        |                        |                        |                        |                        |
| Срби                   | Срби                   |                        | 17.965                 | 91,10%                 |
| Роми                   | Роми                   |                        | 1.008                  | 5,11%                  |
| остали                 | остали                 |                        | 511                    | 2,59%                  |
| неизјашњени            | неизјашњени            |                        | 236                    | 1,20%                  |
| укупно: 19.720         |                        |                        |                        |                        |

## Туризам
У близини Пећинаца је Обедска бара, заштићени резерват животињског света, веома атрактивна с околним шумама у којима су ловишта и излетишта.

## Познате личности
- Анђелка Говедаревић, музичка уметница, Карловчић
- Дарко Лазић, естрадни уметник, Брестач
- Бошко Крунић, функционер СФРЈ, Прхово
- проф. Мирко Ђорђевић, академик, Шимановци
- Стеван Чалић, сликар, Купиново